# Running Scared
„Running Scared“ je píseň ázerbájdžánského popového dua Ell & Nikki, s níž 14. května 2011 zvítězili na Eurovision Song Contest 2011 v německém Düsseldorfu v barvách Ázerbájdžánu se ziskem 221 bodů. Autory písně jsou švédští producenti Stefan Örn a Sandra Bjurman a anglický zpěvák Iain Farquharson. Örn a Bjurman napsali mimo jiné předcházející ázerbájdžánský příspěvek na Eurovizi, „Drip Drop“ (2010).

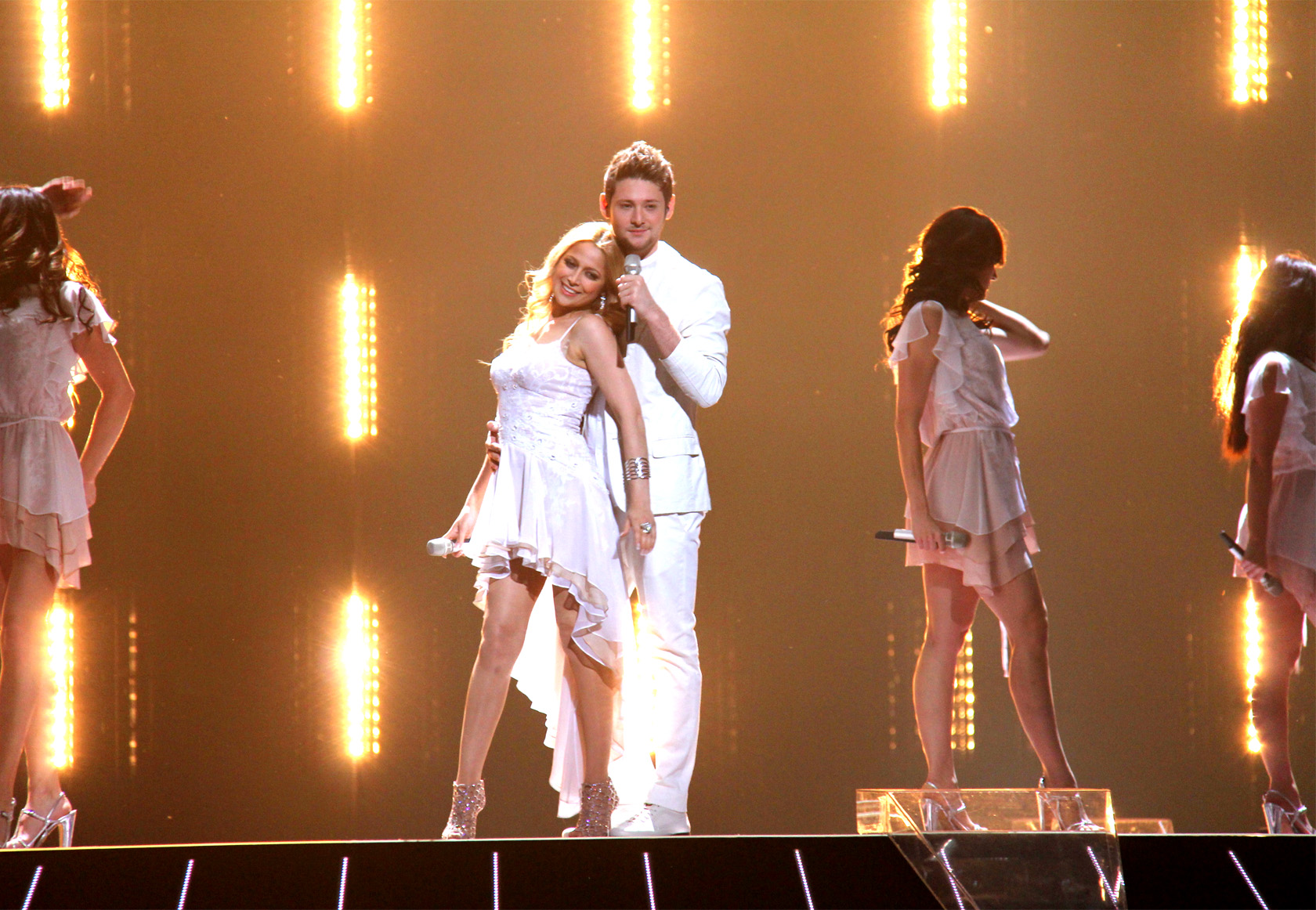
Ell & Nikki na Eurovision Song Contest 2011

Se ziskem 221 bodů se Eldar a Nigar stali vítězi s vůbec nejnižším průměrným bodovým ziskem na zemi (5,26 bodů). Nejvyšší dvanáctibodové ohodnocení obdrželi z Ruska, Turecka a Malty. Slovenští hlasující píseň ohodnotili sedmi body.

## Videoklip
Oficiální klip písně, natočený na Krymu v režii Tarma Krimma, byl vydán 11. dubna 2011.

## Hitparáda
| Žebříček                                 | Nejvyšší pozice |
| ---------------------------------------- | --------------- |
| Rakousko (Ö3 Austria Top 40)             | 22              |
| Belgie (Ultratop 50 Vlámsko)             | 37              |
| Belgie (Ultratip Valonsko)               | 7               |
| Německo (Media Control AG)               | 33              |
| Island (RÚV)                             | 2               |
| Irsko (Irish Singles Chart)              | 41              |
| Nizozemsko (Single Top 100)              | 59              |
| Rumunsko (Romanian Top 100)              | 99              |
| Rusko (Digital Chart)                    | 10              |
| Slovensko (IFPI)                         | 50              |
| Švýcarsko (Schweizer Hitparade)          | 11              |
| UK Singles (The Official Charts Company) | 61              |